# Condado (Paraíba)
Pour les articles homonymes, voir Condado.
Condado est une ville brésilienne de l'ouest de l'État de la Paraíba.
Sa population était estimée à 6 702 habitants en 2007. La municipalité s'étend sur 281 km2.